# Anton Makàrenko
Anton Semiónovitx Makàrenko, rus: Анто́н Семёнович Мака́ренко, ucraïnès: Анто́н Семе́нович Макаре́нко, (1888-1939) va ésser un pedagog i escriptor soviètic ucraïnès.

## Biografia
Fill d'un obrer pintor en uns tallers ferroviaris, la seva família es va traslladar a Kremenchug, on va continuar els seus estudis. El 1904 fou admès a un curs de preparació per a mestres de pàrvuls, d'un any de durada, en acabar esdevingué mestre de l'escola de l'empresa ferroviària en la qual treballava el seu pare. On dugué a terme una tasca exitosa. El 1905 ja s'havia posicionat críticament sobre la mena d'educació vigent i, també, a favor del moviment reivindicatiu dels drets dels obrers que havia quallat en la Unió d'alliberació. El 1917 va completar els seus estudis com a mestre a l'Institut Pedagògic de Poltava. Aquest any esclatà la Revolució d'Octubre liderada per Lenin i els bolxevics. Després de ser apartat del servei militar per la seva miopia, de nou treballà a l'escola primària de la companya ferroviària, on ell havia estudiat de xic. El setembre de 1919 esdevingué director de l'escola de Poltava i inspector.
La llarga guerra, les lluites revolucionàries i contrarevolucionàries i la greu crisi econòmica havia deixat a l'URSS una multitud d'orfes i infants i adolescents abandonats i vagabunds. Un gran nombre dels quals vagaven per arreu i es veien abocats a la petita delinqüència per sobreviure. Fet que esdevingué un problema social que portà als caps polítics a cercar educadors per dirigir colònies on ingressar aquells nois. La seva voluntat d'impulsar la reforma educativa portà a Makàrenko, el 1920, a fer-se càrrec de la de direcció de la colònia Gorki. Un d'aquells centres d'acolliment i reeducació de nois i joves orfes o abandonats. Allà treballà per cercar un mètode educatiu que traduís pedagògicament l'ideal de crear la nova persona soviètica. Amb l'objectiu de recuperar socialment aquells nois, fos quin fos el seu origen i passat, i que poguessin participar en la construcció del socialisme. Tot i això, els mètodes rígids emprats per Makàrenko i la seva oposició a la pedagogia oficialista del moment van provocar-li crítiques de manera que, malgrat els bons resultats obtinguts i els elogis de Gorki, dimití després de set anys de l'inici de l'experiència. Però aquesta experiència fou determinant per la construcció de la seva concepció pedagògica i fou aplegada en el seu Poema pedagògic, la seva obra clau.
L'octubre de 1927, quan tenia trenta-dos anys, li fou encarregada la direcció de la colònia de Dzerzhinski, una institució amb problemàtiques semblants a l'anterior. De nou les experiències viscudes amb els nois i joves i els seus principis pedagògics seran la base de la seva novel·la Banderes a les torres, publicada el 1938. Va romandre a la colònia fins a 1935. En aquells anys, Stalin portava a terme les purgues internes per eliminar tota oposició dins el partit comunista. Makarenko, en aquest clima, apareix com a model de l'autèntic educador soviètic i és reclamat a propagar les seves propostes pedagògiques a través de cursos i conferències. Els seus mètodes desperten l'entusiasme entre els educadors. D'aquestes seves anàlisis i indicacions metodològiques sorgirà el seu llibre "Problemes de l'educació escolar soviètica" de 1938. El primer d'abril de l'any següent morí de forma prematura i sobtada, encimbellat com el millor exemple vivent de la pedagogia soviètica.

## Pedagogia
L'aportació rellevant de Makàrenco és la progressiva formulació d'una tècnica pedagògica que tradueixi en el pla de la pràctica l'objectiu educatiu de forjar l'home nou que la construcció de la societat comunista necessita. I fer-ho en les complexes i difícils circumstàncies d'un país que ha sofert la dominació tsarista i els durs i complexos anys de la revolució i la guerra civil. Fruit de constatar que les teories educatives propugnades pels dirigents educatius de la revolució no li serveixen per a l'empresa educativa que es proposava. Ja que a la primera etapa revolucionaria, amb reptes enormes com l'analfabetisme o l'alçament una xarxa d'una escola única del treball, les mirades s'havien dirigit vers l'Escola Nova i la pedagogia progressiva de John Dewey. Makàrenko, ja des de jove, mai havia compartit ambdues tendències. Amb l'estalinisme es produí un refús d'aquells corrents i s'imposà una educació de caràcter més tradicional. Ningú com Anton S. Makàrenco representava millor aquest gir en el terreny educatiu.

### La primacia de la col·lectivitat
Per a Makàrenko l'educació ha de fonamentar-se en la primacia del que és col·lectiu enfront del que és individual. Educar és subordinar la individualitat al bé comú. D'aquí la seva insistència que l'objectiu primordial de l'educació és la formació del caràcter i la moral i no pas l'adquisició de coneixements per si mateixos. Amb aquesta finalitat es defensen procediments de modificació de conducta molt a prop dels principis psicològics del conductisme però impregnats dels ideals comunistes. La reeducació dels nois com els que acull Makàrenko és possible mitjançant un recondicionament capaç de situar-los davant del repte i el desafiament d'una experiència social autèntica.
Ja que la fita final és la creació d'una societat col·lectiva. Makàrenko s'adreçà a formar els ciutadans que requeria la nova societat comunista, una nova societat que té caràcter necessàriament col·lectiu. És per això que la col·lectivitat ha de prevaler sobre la individualitat. Amb la voluntat d'aconseguir una síntesi adequada de totes dues realitats, però en cas de conflicte el fet col·lectiu ha de prevaler sobre el que és individual.

### El valor educatiu del treball productiu
El treball és per a Makàrenko l'altra instància educativa fonamental. Però no es tracta dels treballs escolars a la manera d'alguns plantejaments de l'escola activa. El valor educatiu del treball rau en el fet que sigui real. Un treball efectivament productiu, i no d'un artifici amb finalitats exclusivament formatives o constructivistes. La potencialitat educativa del treball resideix en què es tracti d'una activitat veritablement productiva i amb sentit social. És a través del treball real i assalariat que s'educa en l'esforç, s'enforteix la voluntat i l'autoexigència. Un plantejament que comportà l'autofinançament amb escreix de la colònia de joves obrers.
El pedagog ucraïnès defensava que hi havia una clara similitud entre els processos educatius i la producció industrial. Ja que calia formar personalitats senceres.

## Obres
- Obra completa en rus. Moscou: Pravda, 1987, 4 vols.

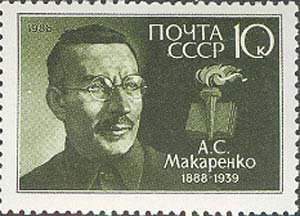
Segell del correus de la Unió Soviètica en l'avinentesa del centenari d'Anton S. Makàrenko

- Segell del correus de la Unió Soviètica en l'avinentesa del centenari d'Anton S. MakàrenkoBanderas en las torres. Barcelona: Planeta, 1970.
- La colectividad y la educación de la personalidad. Moscou: Progreso, 1977
- La educación infantil. Madrid: Nuestra Cultura, 1980.
- Problemas de educación escolar. Moscou: Progreso, 1982.
- Poema pedagògic. Vic: Eumo, 2006. Edició completa que inclou els tres volums. Traducció des del rus de Dolors Chavarria. Introducció de Jaume Trilla Bernet.